# Taiwanobryum guangdongense
Taiwanobryum guangdongense là một loài Rêu trong họ Prionodontaceae. Loài này được (Enroth) S. Olsson, Enroth & D. Quandt miêu tả khoa học đầu tiên.